# Полёт Дэвида Копперфильда
Полёт Дэ́вида Копперфи́льда — сценический фокус Дэвида Копперфильда, заключающийся в создании иллюзии свободного полёта.

## Краткое описание фокуса
Фокусник летает по сцене, делая сальто прямо в воздухе, пролетает через вращающиеся обручи, залетает в стеклянный ящик и продолжает летать даже под крышкой. Он двигает телом настолько свободно, что маловероятно, что на это способен подвешенный человек.
От шоу к шоу Копперфильд может применять дрессированного сокола, летать с девушкой-добровольцем на руках на манер Супермена и т. д.
Копперфильд традиционно использует синий задник, а в телевизионных версиях фокуса — и подвесные «облака». Фокус исполняется под музыку Ли Холдриджа East of Eden Suite. По словам Копперфильда, фокус подготавливался семь лет.

## Секрет
Система, применяемая Копперфильдом, достаточно полно описана в патенте Джона Гоэна 1994 года. В этом разделе она описана вкратце. Подобные установки широко используются в кино жанра «уся».
Копперфильд подвешен к управляемому компьютером крану. Кран обслуживается двумя-тремя операторами. Но сам способ подвешивания необычный.
Вместо того, чтобы использовать один или два троса, Копперфильд применяет два пучка очень тонких (диаметром 0,25 мм) тросов. Каждый трос выдерживает более 10 кг, а пучок в целом — 100 кг. Столь тонкие тросы не видны зрителям, к тому же для меньшей заметности каждый пучок всегда повёрнут перпендикулярно взгляду зрителей. Система пружин обеспечивает натяжение каждого из тросов в отдельности. Пучки тросов крепятся на поясе в районе центра тяжести — отсюда непринуждённость движений. На стоп-кадрах видно что-то под свитером Копперфильда.
На заблокированном сайте российского иллюзиониста Тимура Абдулова говорится лишь о двух металлических нитях, с помощью которых летает Копперфильд. Каждая из этих нитей способна выдержать больше 100 кг, — соответственно, им не составляет труда поднять в воздух как одного Копперфильда, так и мага с девушкой на руках.
Все движения фокусника отрепетированы настолько, что в момент отрыва от земли он оказывается точно под лебёдкой, а значит, совсем не раскачивается. Крепления тросов также сделаны так, что гасят случайные колебания. Гашению колебаний способствует и большое количество тросов.
В фокусе с пролётом сквозь обручи пара обручей вращается так, что над фокусником всегда остаётся пространство, которое обручи не пересекают. Копперфильд не пролетает сквозь обручи — он вылетает с той же стороны, с которой влетел.
В фокусе со стеклянным ящиком между его крышкой и стенками остаются две узкие щели для тросов. Даже необычный способ установки крышки на ящик — держать вертикально и только потом приладить на место — предназначен именно для того, чтобы пропустить тросы. Обычный человек толкал бы крышку плашмя. Находясь внутри ящика, Копперфильд вынужден находиться боком к зрителям.
Специфические движения руками, которые производит Копперфильд, служат, чтобы пропустить тросы при перевороте с живота на спину (и наоборот). Как сказано в разоблачении, «летать, как Дэвид Копперфильд, может каждый, кто обладает желанием — и средствами для покупки оборудования».
Неизвестно, является ли девушка добровольцем: одни утверждают, что грузоподъёмности хватает, другие — что девушка подставная и даже видели, как прицепляют тросы. Копперфильда не раз обвиняли в использовании ненастоящей публики.